# MDV 1200
MDV 1200 ja razred šestih hitrih trajektov, ki jih je zgradil italijanski ladjedelničar Fincantieri.

## Specifikacije
- Tonaža: 3971 GT (MDV1200); 4463 GT (MDV1200II)
- Dolžina: 100 m
- Širina: 17,1 m
- Ugrez: 2,6 m
- Pogon: 4x MTU 8V183 (ladji Pegasus One/Two); 4x Ruston 20RK270 (ladji SSC1/SSC2); 4x Ruston V20RK270 (ladji SSC3/SSC4)
- Hitrost: 37 vozlov (ladji Pegasus One/Two); 40 vozlov (ladji SSC1/SSC2); 42 vozlov (ladji SSC3/SSC4)
- Kapaciteta: potnikov: 600-690; avtomobilov: 147-175
- Posadka: 29

## Plovila
| Ime                           | Leto izgradnje | Tonaža  | Številka | Stanje                                            |
| ----------------------------- | -------------- | ------- | -------- | ------------------------------------------------- |
| Almudaina Dosbr (SSC1)        | 1997           | 4662 GT | 5999     | Prodana družbi Acciona Trasmediterránea leta 2005 |
| Hellenic Wind (SSC2)          | 1997           | 4662 GT | 6000     | Prodana družbi Hellenic Seaways leta 2009         |
| Queen Nefertiti (Pegasus Two) | 1997           | 4662 GT | 6005     | Prodana družbi Arab Bridge Maritime leta 2007     |
| Speedrunner II (Pegasus One)  | 1996           | 3971 GT | 5965     | Prodana družbi Aegean Speed Lines leta 2007       |
| HSC Speedrunner III (SSC3)    | 1999           | 4662 GT | 6003     | Prodana družbi Aegean Speed Lines leta 2008       |
| Speedrunner IV (SSC4)         | 1999           | 4662 GT | 6004     | Prodana družbi Aegean Speed Lines leta 2008       |